# Tân Hiệp, Hớn Quản
Tân Hiệp là một xã thuộc huyện Hớn Quản, tỉnh Bình Phước, Việt Nam.
Xã Tân Hiệp có diện tích 70,52 km², dân số năm 2005 là 6.908 người, mật độ dân số đạt 98 người/km².